# Apollotempel im Schlosspark von Boitzenburg

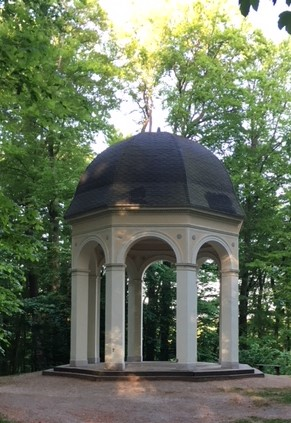
Apollotempel Schlossparkanlage Boitzenburg

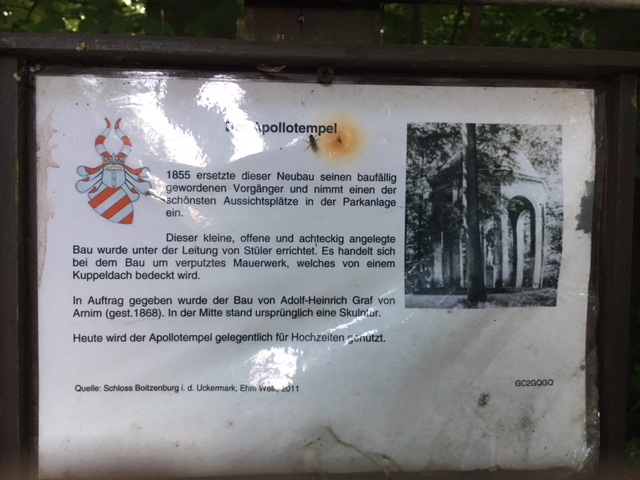
Hinweistafel

Der Apollotempel im Park von Schloss Boitzenburg wurde 1855 unter der Leitung des Architekten August Stüler erbaut. Er befindet sich an einem der Aussichtsplätze im Schlosspark mit direktem Blick auf den Ehrenhof und die Vorderseite des Schlosses. Heute wird das Bauwerk häufig für Trauungen genutzt.

## Geschichte
Adolf Heinrich von Arnim-Boitzenburg erteilte den Auftrag zum Bau des achteckigen, mit einem Kuppeldach versehenen Apollotempels. Dieser ersetzte den baufällig gewordenen Vorgängerbau. Früher befand sich in der Mitte des Tempels eine Statue, die noch immer halbwegs unversehrt im Schlamm des Kleinen Karpfenteiches unterhalb des Apollotempels vergraben liegen soll.